# Elecciones generales de España de 1916
Las elecciones generales de España de 1916 fueron convocadas en medio de la Primera Guerra Mundial, en la que España se había declarado neutral, bajo sufragio masculino. 
Como sucedió en todas las elecciones durante la restauración borbónica en España en estas el resultado estuvo determinado de antemano («encasillado») gracias al sistemático fraude electoral realizado mediante la red caciquil extendida por todo el territorio. En estas elecciones, como en el resto, el gobierno que las convocó las ganó, ya que en el régimen político de la Restauración los gobiernos cambiaban antes de las elecciones y no después como sucedía en los regímenes parlamentarios (no fraudulentos).

## Desarrollo
En total fueron elegidos 409 diputados, y el partido más votado fue la coalición de las dos facciones del Partido Liberal, dirigidas por Manuel García Prieto y Romanones. El Partido Liberal-Conservador quedó a 115 escaños de los liberales. También se presentó una Conjunción Republicano-Socialista, que reunía los diferentes partidos republicanos y el PSOE, pero no la Unión Federal Nacionalista Republicana y los radicales de Lerroux, que iban aún unidos por el Pacto de Sant Gervasi.
Fue elegido Presidente del Congreso el liberal demócrata Miguel Villanueva y Presidente del Senado, Manuel García Prieto. El Presidente del Consejo de Ministros siguió siendo el conde de Romanones, pero en enero de 1917 dimitió a causa de enfrentamientos con el ejército, que había creado las Juntas de Defensa. Al mismo tiempo, se rompió el Partido Liberal al ser expulsados del partido Manuel García Prieto y Santiago Alba Bonifaz. El gobierno de García Prieto, sucesor de Romanones, se rompió y el 11 de junio de 1917 Eduardo Dato formó un nuevo gobierno con conservadores, pero tenía con una mayoría inestable, lo que provocó la convocatoria de la Asamblea de Parlamentarios. La huelga general de 1917, además, provocaría la dimisión de Dato el 3 de noviembre de 1917. Se formó entonces un gobierno de concentración nacional formado por liberales, conservadores y la Lliga Regionalista que fue el que convocó nuevas elecciones el 24 de febrero de 1918 para "hacerse" con una mayoría en las Cortes.

## Composición del Congreso de los Diputados tras las elecciones
| ← Elecciones generales en España, 9 de abril de 1916 → |                        |                                                        |
| Partido                                                | Escaños en el Congreso | Líder                                                  |
| Partido Liberal y Liberales-Demócratas                 | 203                    | Conde de Romanones                                     |
| Partido Liberal-Conservador                            | 88                     | Eduardo Dato                                           |
| Conservadores mauristas                                | 17                     | Antonio Maura                                          |
| Conjunción Republicano-Socialista                      | 13                     | Roberto Castrovido Sanz                                |
| Lliga Regionalista                                     | 13                     | Francesc Cambó                                         |
| Partido Reformista                                     | 12                     | Melquíades Álvarez                                     |
| Comunión Tradicionalista                               | 9                      | Enrique de Aguilera y Gamboa, XVII marqués de Cerralbo |
| Conservadores de Juan de la Cierva                     | 8                      | Juan de la Cierva y Peñafiel                           |
| Coalición Republicana-Radical                          | 6                      | Alejandro Lerroux                                      |
| Católicos independientes                               | 3                      | Marqués de Santillana                                  |
| Partido Integrista                                     | 2                      | Manuel Senante y Martínez                              |
| Bloc Republicà Autonomista                             | 1                      | Marcelino Domingo Sanjuán                              |
| Nacionalistas republicanos catalanes                   | 1                      | Francesc Macià                                         |
| Regionalistas castellanos                              | 1                      | Antonio Zumárraga Díez                                 |
| Dinásticos Vascos                                      | 1                      | Luis de Urquijo y Ussía                                |
| Republicanos catalanes independentistas                | 1                      | Salvador Albert i Pey                                  |
| TOTAL                                                  | 379                    |                                                        |